# Liste der Monuments historiques in Colombé-le-Sec
Die Liste der Monuments historiques in Colombé-le-Sec führt die Monuments historiques in der französischen Gemeinde Colombé-le-Sec auf.

## Liste der Immobilien
| Bezeichnung          | Beschreibung                                                                                | Standort                  | Kennzeichnung | Schutzstatus   | Datum     | Bild           |
| -------------------- | ------------------------------------------------------------------------------------------- | ------------------------- | ------------- | -------------- | --------- | -------------- |
| Kirche St-Martin     | Portal, 12. Jahrhundert                                                                     | Rue de l’Église (Lage)    | PA00078090    | Inscrit        | 1926      | weitere Bilder |
| Bauernhof Le Cellier | Gutshof des Klosters Clairvaux, 16. Jahrhundert, über Gewölbekeller aus dem 12. Jahrhundert | westlich des Ortes (Lage) | PA00078089    | Classé Inscrit | 1909 1928 |                |

## Liste der Objekte
| Bezeichnung   | Beschreibung                                                 | Standort                       | Kennzeichnung | Schutzstatus | Datum | Bild |
| ------------- | ------------------------------------------------------------ | ------------------------------ | ------------- | ------------ | ----- | ---- |
| Sessel        | Holz, Stoff, zweite Hälfte des 18. Jahrhunderts              | in der Kirche St-Martin (Lage) | PM10000613    | Classé       | 1977  |      |
| Nikolausaltar | Retabel; Holz, farbig gefasst und vergoldet, 17. Jahrhundert | in der Kirche St-Martin (Lage) | PM10004662    | Inscrit      | 1976  |      |